# Asperen

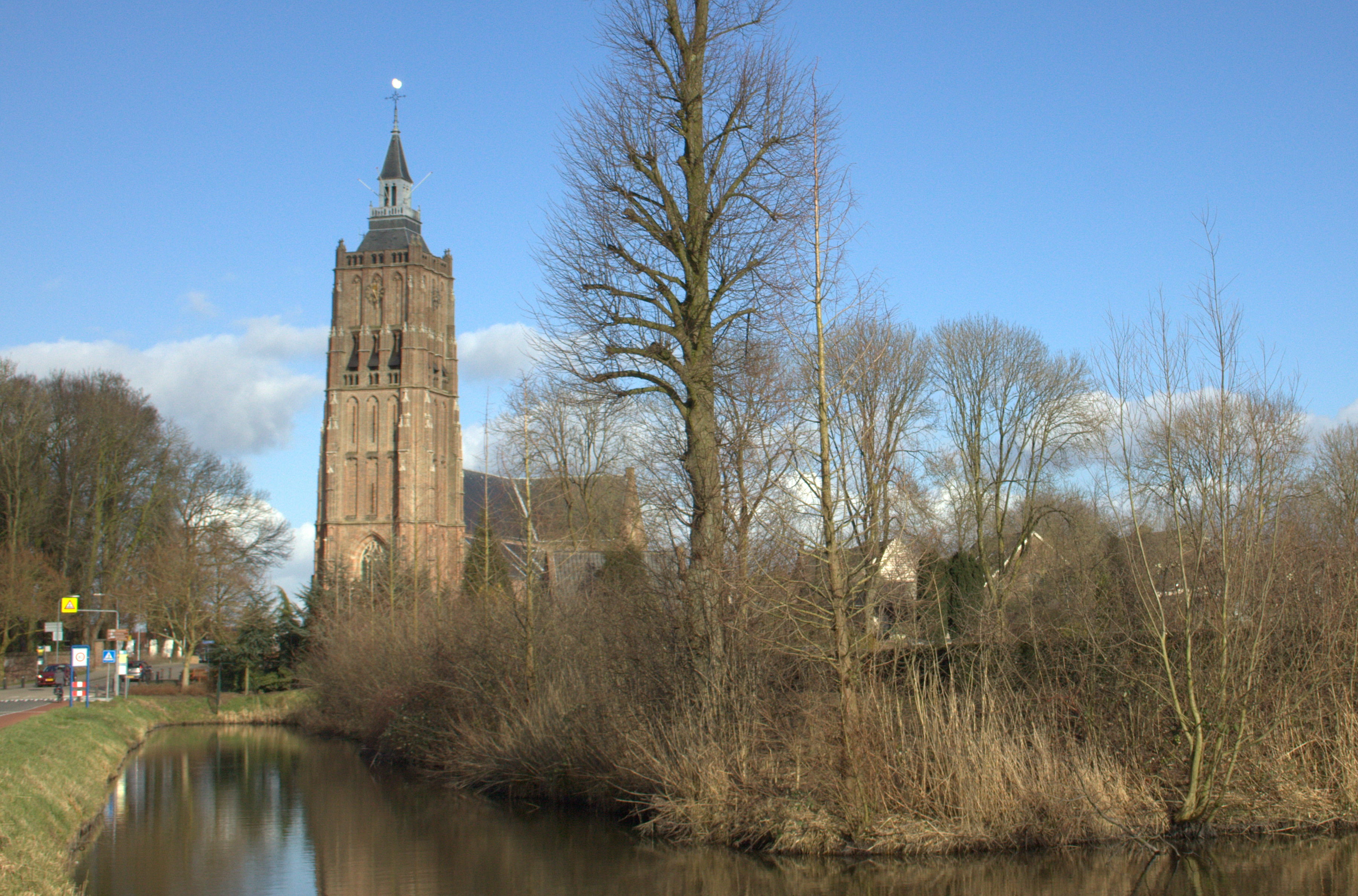
Il fiume Linge con la chiesa di Santa Caterina (edificio classificato come rijksmonument) ad Asperen

Asperen  è una località di circa 3.200 abitanti del centro-sud dei Paesi Bassi, facente parte della provincia della Gheldria e situata lungo il corso del fiume Linge, nella regione della Batavia (Betuwe). Dal punto di vista amministrativo, si tratta di un-ex-comune (facente però ufficialmente parte della provincia dell'Olanda Meridionale), dal 1986 accorpato alla municipalità di Vuren, comune a sua volta inglobato nel 1987 alla nuova municipalità di Lingewaal di cui Asperen è stato il capoluogo, inglobato a sua volta nel 2019 nel comune di West Betuwe.

## Geografia fisica
Il villaggio di Asperen si trova nella parte sud-occidentale della provincia della Gheldria, lungo il confine con la provincia dell'Olanda Meridionale ed è situato a circa metà strada tra le località di Culemborg e Brakel (rispettivamente a sud della prima e a nord della seconda), a circa 15 km ad ovest di Geldermalsen.

## Storia

### Dalla fondazione ai giorni nostri
La località esisteva già in epoca romana e corrispondeva ad un insediamento noto come Caspingium.
In seguito, Asperen costituì a lungo una signoria, che confinava a nord con la signoria di Gellicum e a sud con la signoria di Herwijnen.
Nel 1313 la baronia di Asperen fu ceduta in regalo al conte Willem II, il quale la donò a sua volta a Giovanni il Forte. Quest'ultimò si autoproclamò primo signore di Asperen.
Il 2 luglio 1463, la località fu investita da un grosso incendio che distrusse parecchi edifici della città, tra cui - probabilmente - anche la chiesa di Santa Caterina.
Circa cinquant'anni dopo, nel 1517, la cittadina subì un saccheggio da parte di truppe tedesche comandate probabilmente da Johan van Selbach.
In seguito, nel corso della seconda metà del XVI secolo, la città fu più volte conquistata e riconquistata dagli Spagnoli e dagli Olandesi.
Un nuovo grosso incendio colpì poi la cittadina mercoledì 4 marzo 1896.

### Simboli
Lo stemma di Asperen raffigura un castello con cinque torri.
Lo stemma è una rappresentazione della città e corrisponde a quello del casato locale di Van Asperen..

## Monumenti e luoghi d'interesse

### Architetture religiose

#### Chiesa di Santa Caterina
Tra gli edifici principali di Asperen, figura la chiesa di Santa Caterina, situata al nr. 2 della Voorstraat e risalente al 1460, ma danneggiata dagli incendi del 1463 e del 1896.

### Architetture militari

#### Fort Asperen
Altra struttura d'interesse è Fort Asperen, che costituisce una parte della Nieuwe Hollandse Waterlinie.

## Società

### Evoluzione demografica
Al censimento del 2010, Asperen contava una popolazione pari a 3.220 abitanti.